# Асланян, Арпиар
Арпиар Асланян (фр. Arpiar Aslanian, арм. Արփիար Ասլանյան), при рождении Арпиар Левонович Асланян (16 декабря 1895 — 15 февраля 1945) — французский армянский антифашист, деятель Движения Сопротивления в годы Второй мировой войны. Муж писательницы Луизы Асланян.

## Биография

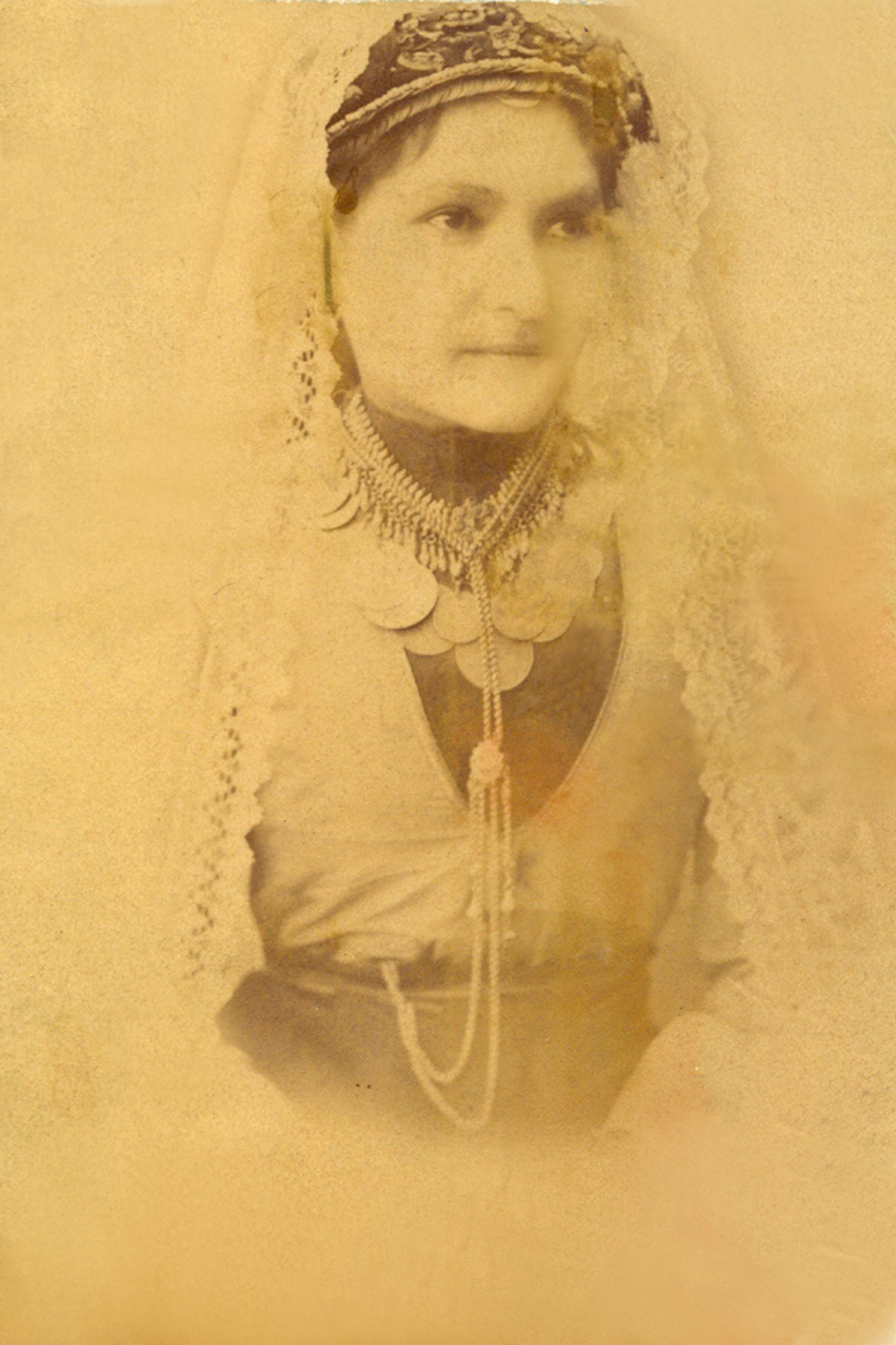
Варвара Асланян, мать Арпиара

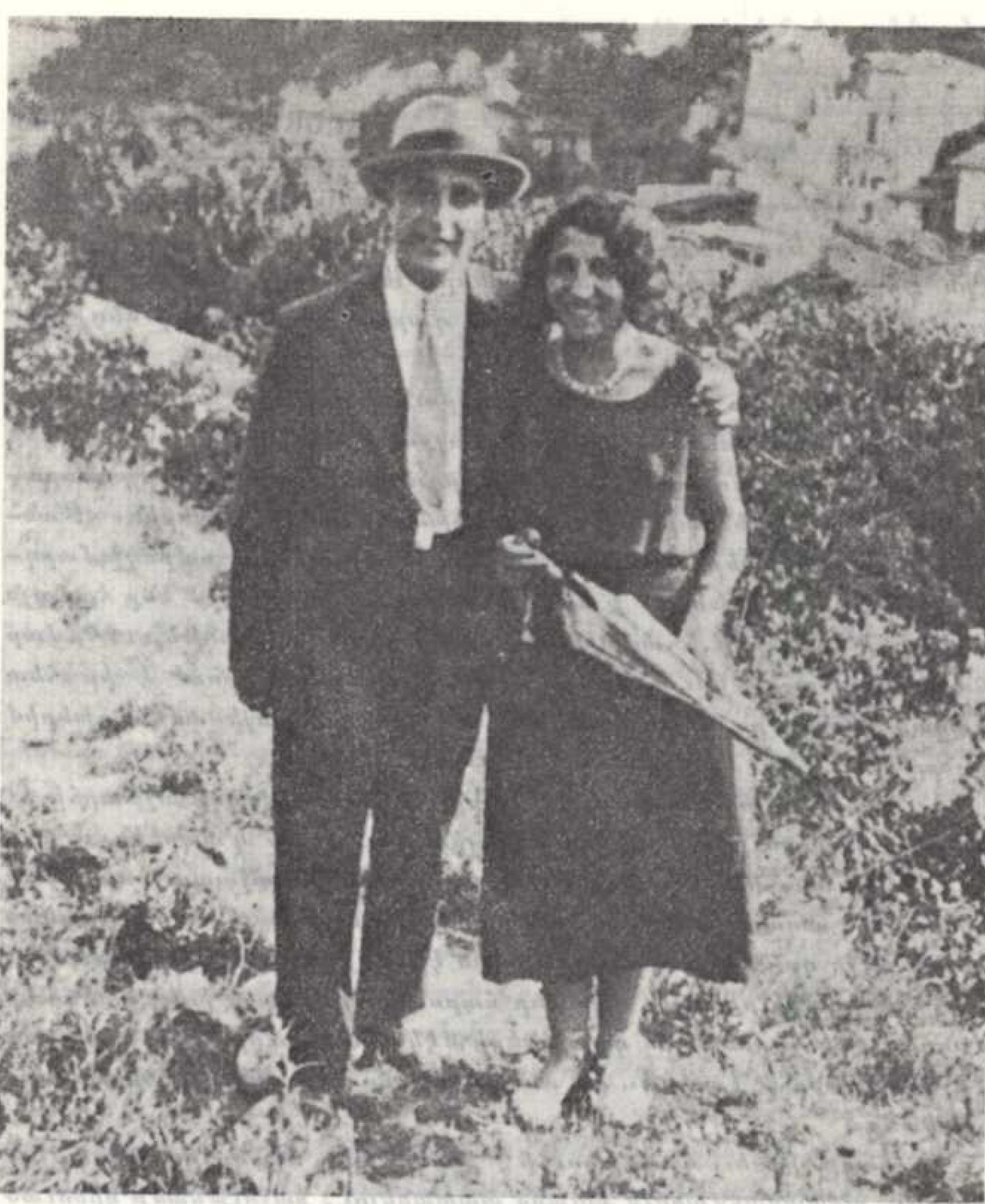
Луиза и Арпиар во Франции

Арпиар Левонович Асланян родился 16 февраля 1895 года в Вагаршапате (Эчмиадзин) в Эриванской губернии, в семье Левона и Варвары Асланянов. У него были старший брат Дереник и сестра Арпик. Отец — директор школы, работавший в библиотеке Эчмиадзинского монастыря. Арпиар получил юридическое образование в одном из российских университетов. Состоял в революционной организации «Дашнакцутюн». После Октябрьской революции покинул Армению и переехал в Тебриз, где в 1923 году женился на Луизе Григорян, которая была моложе него на 10 лет. В 1923 году они уехали в Париж, взяв с собой мать Луизы Марию и сестру Аршалуйс. Луиза хотела получить своё музыкальное образование во Франции, так как она увлекалась игрой на фортепиано, и чтобы обеспечить ей работу, Арпиар устроился разнорабочим, поскольку не мог работать юристом. С 1940 года — член Французской коммунистической партии.
С 1940 года со своей супругой в рядах Французского Сопротивления. Арпиар и Луиза основали подпольное издательство и участвовали в снабжении французских партизан оружием. Арпиар был знаком с другими армянами-членами Сопротивления, среди которых выделялись Мисак Манушян, Мелине Манушян, Арпен Давитян, Айк Дпириян, Шаг Татурян и другие. 26 июля 1944 года Асланянов арестовали гестаповцы, а дневники Луизы и её рукописи — в том числе «Histoire de la Resistance» («История Сопротивления») и «La Chute de Paris» («Падение Парижа») были сожжены нацистами. 15 августа того же года их увезли из Тулузы в Бухенвальд, а затем Арпиара бросили в концлагерь Дора-Миттельбау, разлучив его с женой и уведя её в Равенсбрюк.
30 января 1945 года при неизвестных обстоятельствах погибла Луиза. 15 февраля Арпиар был казнён в концлагере Дора-Миттельбау.